# 유로나트
유로나트(Euronat)는 유럽의 극우 정당 및 민족주의자 정당의 연합이다. 2005년 10월 9일에 창설되었다.

## 참여 정당
이 정당들은 유럽 민족주의 정당들이 유로나트 이름으로 연합하게 노력한 정당들이며. 국민전선의 장 마리 르펜이 가장 적극적으로 주장했다. 밑에 소개된 정당들은 유로나트에 참여 의사를 밝혔거나 최근의 노력으로 초대된 정당들이다.
- 국민전선
- 신우익당
- 삼색의 불꽃
- 국민동맹
- 국가민주당
- 국가민주당
- 브리튼 국민당
- 플랑드르 블록
- 헝가리 정의와 삶의 당
- 대루마니아당
- 세르비아 급진당
- 슬로바키아 국민당
- 공화국을 위한 연합-체코슬로바키아 공화당
- 스웨덴 민주당
- 국가민주당
- 그리스 전선
- 애국국민동맹
- 크로아티아 권리당
- 이탈리아 사회운동
- 새로운 힘
- 국가 부활을 위한 폴란드
- 독일 국민연합